# Parlamentswahl in Australien 1998
- Labor: 67
- Unabh.: 1
- Liberals: 64
- Nationals: 16

- Labor: 29
- Greens: 1
- Sonst.: 1
- Democrats: 9
- Liberals: 31
- CLP: 1
- Nationals: 3
- Nation: 1

Die Parlamentswahl in Australien 1998 fand am 3. Oktober 1998 statt. Es war die Wahl zum 39. australischen Parlament. Von den beiden Parlamentskammern wurde das Repräsentantenhaus (Unterhaus) vollständig und der Senat (Oberhaus) teilweise neu gewählt.
Obwohl die regierende Koalition aus Liberal Party und National Party große Stimmenverluste hinnehmen musste, konnte sie immer noch mit einer absoluten Mehrheit weiterregieren. Die rechtspopulistische Partei One Nation, welche erstmals zur nationalen Parlamentswahl antrat, erreichte aus dem Stand 8 bis 9 Prozent der Stimmen.

## Wahlergebnisse

### Repräsentantenhaus
| Partei                        | Partei                            | Stimmen    | Stimmen | Stimmen | Sitze  | Sitze |
| Partei                        | Partei                            | Anzahl     | %       | +/−     | Anzahl | +/−   |
| ----------------------------- | --------------------------------- | ---------- | ------- | ------- | ------ | ----- |
|                               | Australian Labor Party (ALP)      | 4.454.306  | 40,10   | +1,35   | 67     | +18   |
|                               | Liberal Party of Australia (LPA)  | 3.764.707  | 33,89   | −4,80   | 64     | −11   |
|                               | One Nation                        | 936.612    | 8,43    | +8,43   | —      | —     |
|                               | National Party of Australia (NPA) | 588.088    | 5,29    | −2,92   | 16     | −2    |
|                               | Australian Democrats (AD)         | 569.935    | 5,13    | −1,63   | —      | —     |
|                               | Australian Greens                 | 238.035    | 2,14    | −0,78   | —      | —     |
|                               | Unabhängige                       | 212.522    | 1,91    | −0,42   | 1      | −4    |
|                               | Country Liberal Party (CLP)       | 36.014     | 0,32    | −0,03   | —      | −1    |
|                               | Sonstige                          | 308.844    | 2,79    | —       | —      | —     |
|                               | gesamt                            | 11.109.063 | 100,00  |         | 148    |       |
| Wahlberechtigte               | Wahlberechtigte                   | 12.154.050 |         |         |        |       |
| Wahlbeteiligung (Wahlpflicht) | Wahlbeteiligung (Wahlpflicht)     | 94,99 %    |         |         |        |       |
| abgegebene Stimmen            | abgegebene Stimmen                | 11.545.201 |         |         |        |       |
| ungültige Stimmen             | ungültige Stimmen                 | 436.138    |         |         |        |       |
| Quelle:                       |                                   |            |         |         |        |       |

### Senat
Neu gewählt wurden 40 der 76 Sitze.
| Partei                        | Partei                            | Stimmen    | Stimmen | Stimmen | Sitze    | Sitze  | Sitze |
| Partei                        | Partei                            | Anzahl     | %       | +/−     | Gewonnen | Gesamt | +/−   |
| ----------------------------- | --------------------------------- | ---------- | ------- | ------- | -------- | ------ | ----- |
|                               | Australian Labor Party (ALP)      | 4.182.963  | 37,31   | +1,16   | 17       | 29     | —     |
|                               | Liberal/National (Joint Ticket)   | 2,452,407  | 21,87   | −2,62   | 5        |        |       |
|                               | Liberal Party of Australia (LPA)  | 1.528.730  | 13,63   | −2,61   | 11       | 31     | —     |
|                               | One Nation                        | 1.007.439  | 8,99    | +8,99   | 1        | 1      | +1    |
|                               | Australian Democrats (AD)         | 947.940    | 8,45    | −2,37   | 4        | 9      | +2    |
|                               | Australian Greens                 | 244.165    | 2,17    | −0,23   | —        | 1      | —     |
|                               | National Party of Australia (NPA) | 208.536    | 1,86    | −1,01   | —        | 3      | −2    |
|                               | Country Liberal Party (CLP)       | 36.063     | 0,32    | −0,05   | 1        | 1      | —     |
|                               | Sonstige                          | 603.660    | 5,40    | —       | 1        | 1      | —     |
|                               | gesamt                            | 11.211.903 | 100,00  |         | 40       | 76     |       |
| Wahlberechtigte               | Wahlberechtigte                   | 12.154.050 |         |         |          |        |       |
| Wahlbeteiligung (Wahlpflicht) | Wahlbeteiligung (Wahlpflicht)     | 95,34 %    |         |         |          |        |       |
| abgegebene Stimmen            | abgegebene Stimmen                | 11.587.365 |         |         |          |        |       |
| ungültige Stimmen             | ungültige Stimmen                 | 375.462    |         |         |          |        |       |
| Quelle:                       |                                   |            |         |         |          |        |       |

## Wahlanalyse
Die Wahl brachte den Abgeordneten des Repräsentantenhauses für die Wahlperiode 1998–2001 und die Hälfte der australischen Senatoren zurück, die dann in den Senat 1999–2002 einzogen.
Trotz des Gewinns von fast 51 Prozent der Zwei-Parteien-Vorzugsstimmen und der Wiedererlangung eines Großteils dessen, was es bei seiner schweren Niederlage zwei Jahre zuvor verloren hatte, scheiterte Labor an der Regierungsbildung. Die Regierung wurde mit 49,02 % der Zwei-Parteien-Vorzugsstimmen wiedergewählt, im Vergleich zu 50,98 % für die Australian Labor Party. Dies ist die größte Differenz von sechs Wahlergebnissen, bei denen der Gewinner keine Zwei-Parteien-Vorzugsmehrheit erlangte, seit der ersten Schätzung der 2PP-Ergebnisse von 1937.
Die Wahl am 3. Oktober 1998 wurde sechs Monate früher abgehalten als von der Verfassung vorgeschrieben. Premierminister John Howard machte die Ankündigung, nachdem die Koalition die Waren- und Dienstleistungssteuer (GST) eingeführt und eine fünfwöchige Werbekampagne gestartet hatte. Die darauffolgende Wahl wurde fast vollständig von der vorgeschlagenen 10%igen GST und den vorgeschlagenen Einkommensteuersenkungen dominiert.
Als Reaktion auf die Politik von One Nation einigten sich die anderen bedeutenden Parteien alle darauf, One Nation zu bevorzugen. One Nation verlor seinen einzigen Sitz im Repräsentantenhaus, als die Gründerin und Anführerin Pauline Hanson aufgrund von Präferenzen gegen den Kandidaten der Liberalen, Cameron Thompson, im Wahlbezirk Blair in Queensland verlor. In Queensland erhielt One Nation 14,83 % der Senatsstimmen, was ausreichte, um einen Senator zu wählen, ohne dass Präferenzen erforderlich waren. Der Sitz ging zunächst an Heather Hill, aber sie wurde später gemäß Abschnitt 44 der Verfassung disqualifiziert und durch Len Harris ersetzt.
Die Newspoll-Umfrage am Wahlabend ergab, dass Labor mit 53 Prozent der Stimmen von zwei Parteien bevorzugt wurde.
In der Wahlnacht vom 3. Oktober zeigte die Wahltagsbefragung, dass Labor mit 53 Prozent der Stimmen die Zweiparteien-Präferenz erreichte. Labor erzielte den größten Zugewinn einer Oppositionspartei nach einer Wahlniederlage; die Mehrheit der Koalition wurde von 40 auf 12 Stimmen reduziert. Erst als die ersten Ergebnisse aus Western Australia eintrudelten, war der Koalition eine weitere Amtszeit sicher. Der Swing über alle Bundesstaaten hinweg hätte normalerweise für einen Regierungswechsel ausgereicht, aber die Unausgewogenheit des Swings ließ Kim Beazley acht Sitze fehlen, um Premierminister zu werden.